# 구마모토 일일 신문
구마모토 일일 신문(일본어: 熊本日日新聞 / くまもとにちにちしんぶん)은 구마모토현에서 발행되는 일간지이다. 1942년 4월 1일에 창간하였다. 본사는 구마모토현 구마모토시 주오구 요야스마치 172에 위치하고 있다.